# Epinephelus latifasciatus
 Epinephelus latifasciatus és una espècie de peix de la família dels serrànids i de l'ordre dels perciformes.

## Morfologia
Els mascles poden assolir els 137 cm de longitud total.

## Distribució geogràfica
Es troba al Mar Roig, Golf Pèrsic, Golf d'Oman, el Pakistan, l'Índia, Vietnam, Hong Kong, Xina, Corea, sud del Japó, Taiwan i el nord-oest d'Austràlia.